# Équipe du Monténégro féminine de football
Cet article traite de l'équipe féminine. Pour l'équipe masculine, voir Équipe du Monténégro de football.
Maillots
L'équipe du Monténégro féminine de football est l'équipe nationale qui représente le Monténégro dans les compétitions internationales de football féminin.
Elle est gérée par la Fédération du Monténégro de football.
Elle est fondée en 2012, six ans après l'indépendance du Monténégro et joue son premier match le 13 mars 2012 à Bar face à la Bosnie-Herzégovine.

## Classement FIFA
| Année              | 2012 | 2013 | 2014 | 2015 | 2016 | 2017 | 2018 | 2019 | 2020 | 2021 | 2022 | 2023 |
| ------------------ | ---- | ---- | ---- | ---- | ---- | ---- | ---- | ---- | ---- | ---- | ---- | ---- |
| Classement mondial | 131  | 80   | 91   | 94   | 86   | 78   | 96   | 94   | 90   | 85   | 96   | 88   |